# Hilgertshausen-Tandern
Hilgertshausen-Tandern ist die nördlichste Gemeinde im oberbayerischen Landkreis Dachau. Diese entstand 1978 aus dem Zusammenschluss der bis dahin selbständigen Gemeinden Hilgertshausen und Tandern. Hilgertshausen ist Hauptort und Sitz der Gemeindeverwaltung.

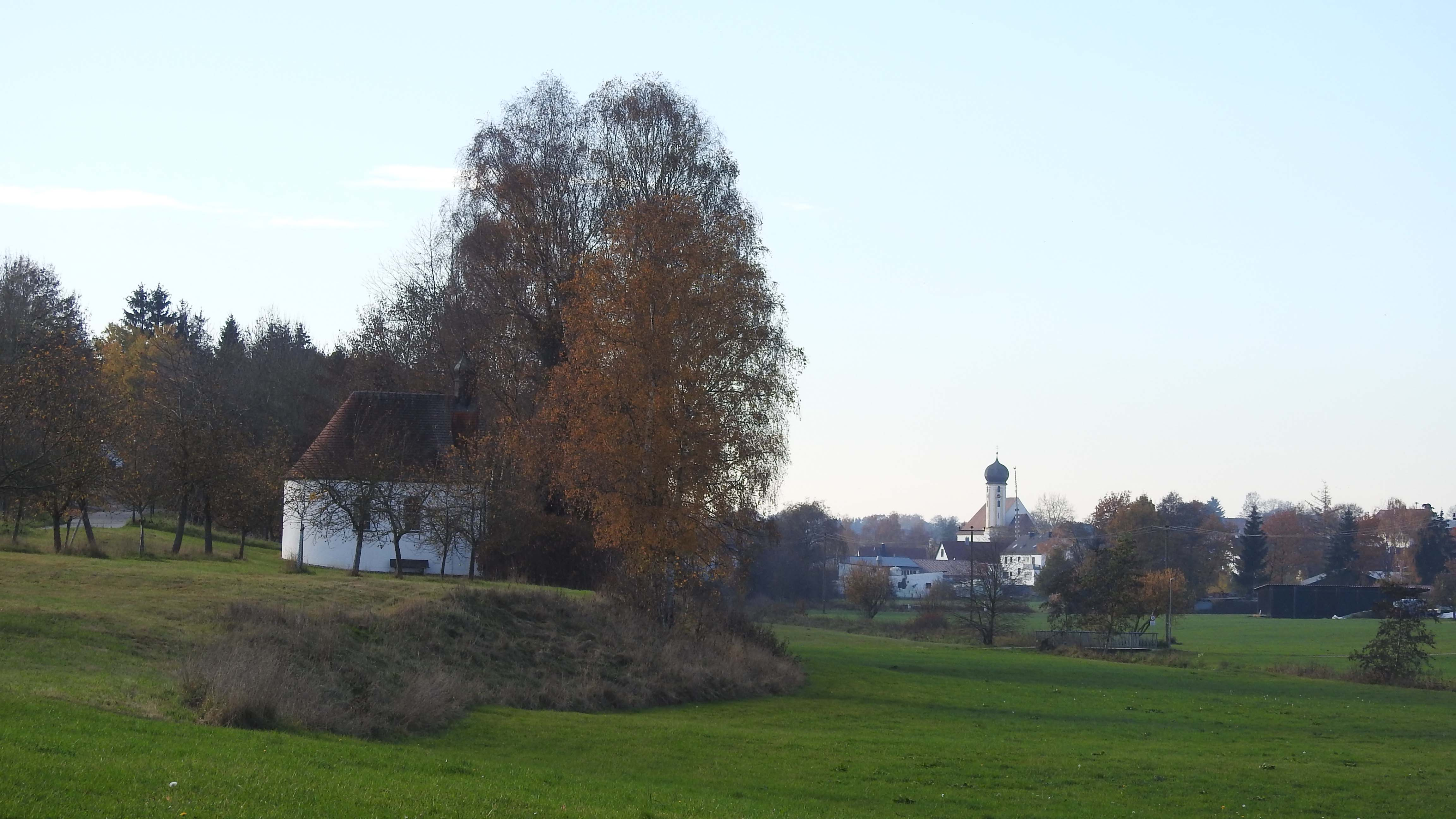
Hilgertshausen von Osten

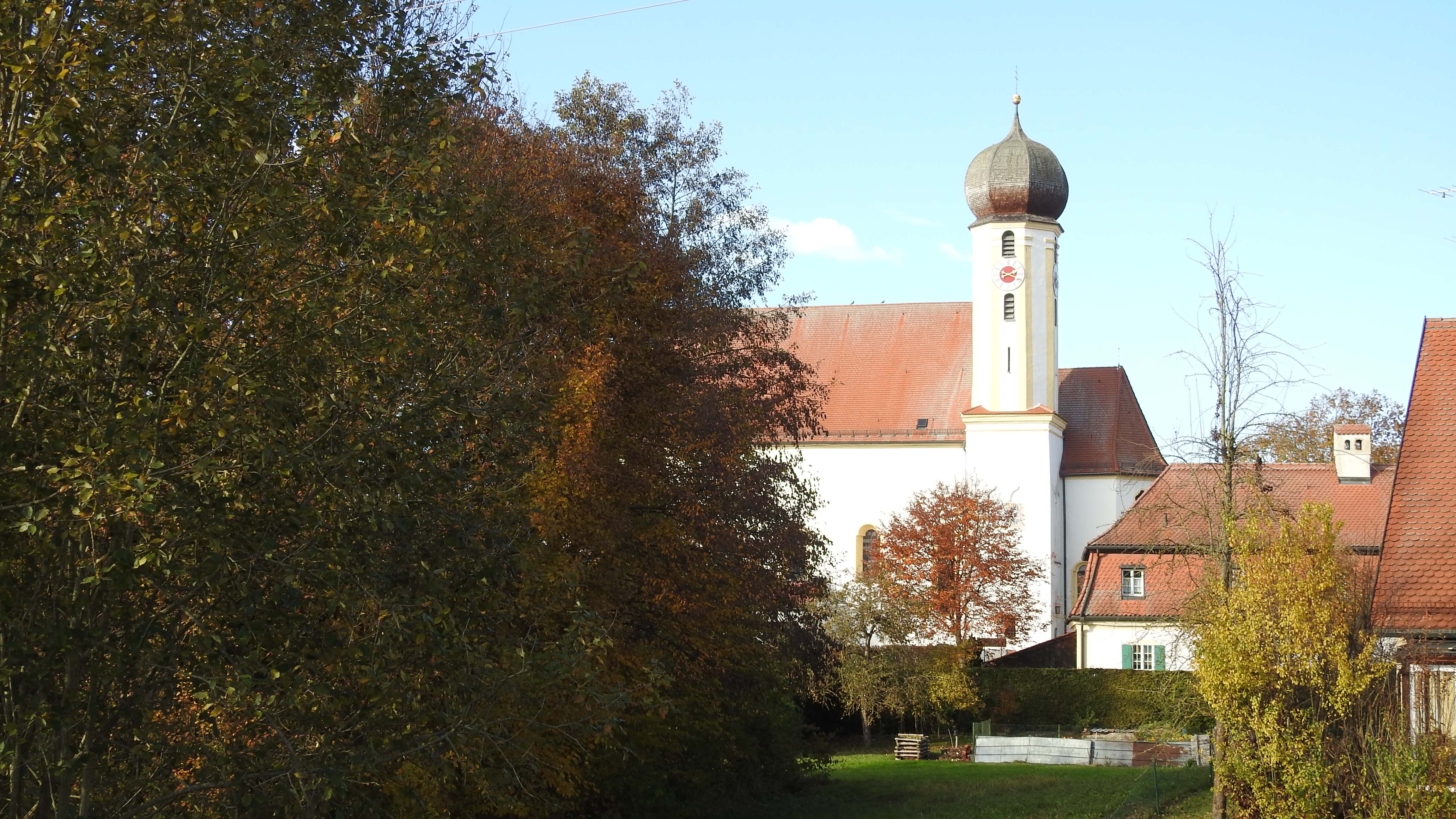
Pfarrkirche St. Stephan in Hilgertshausen

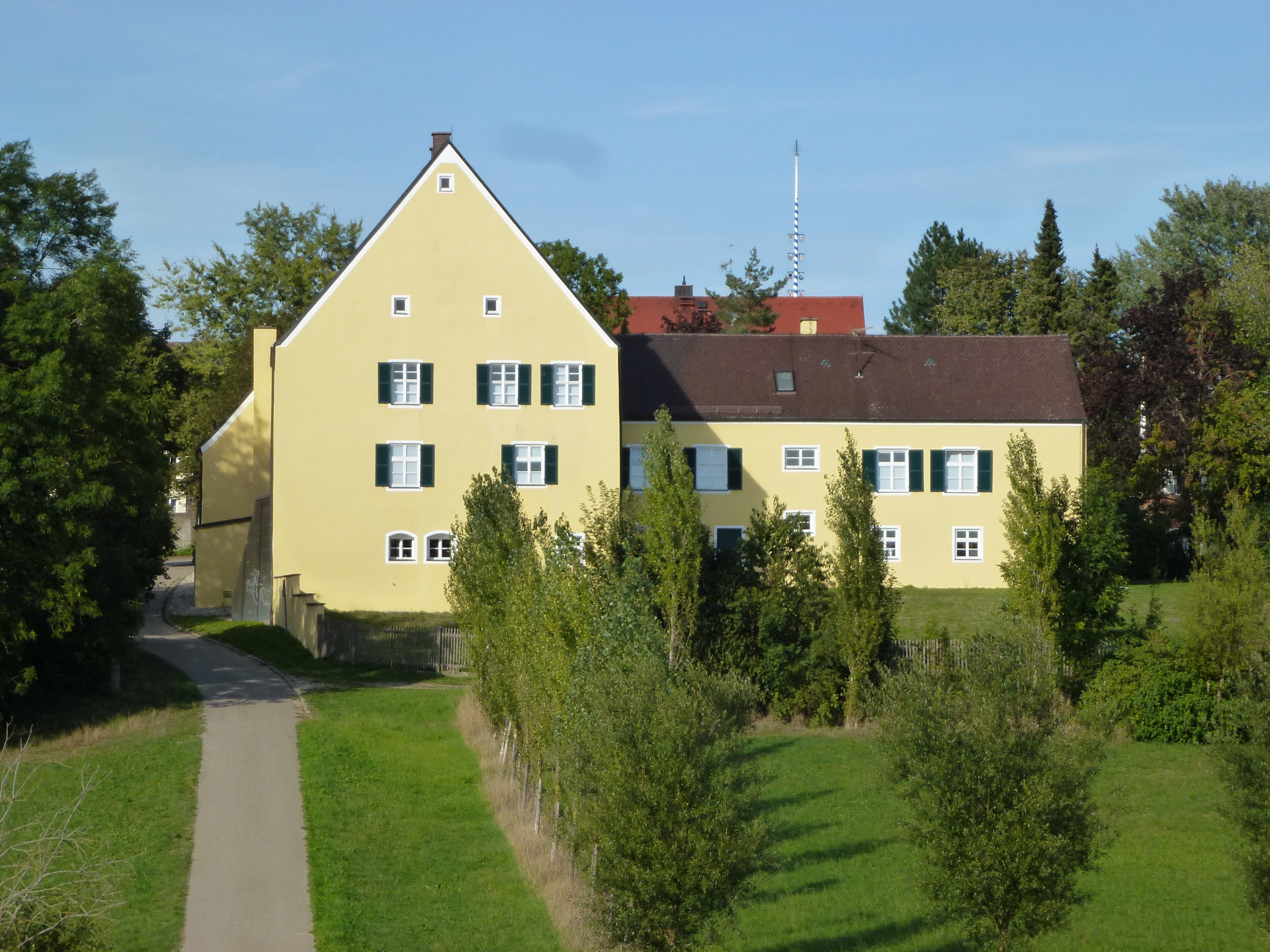
Ehemaliges Hofmarkschloss Tandern

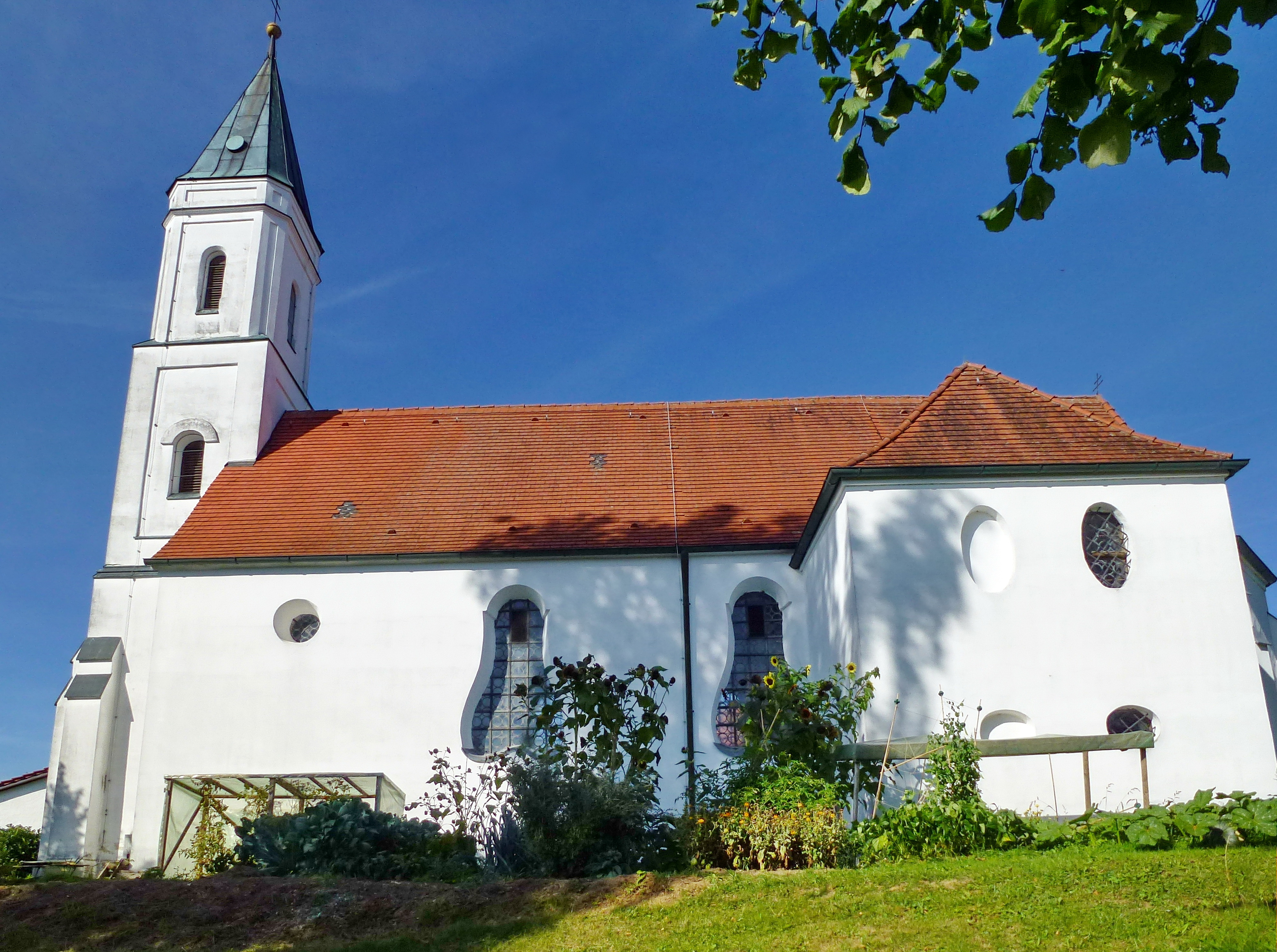
Kapelle Unsere Liebe Frau in Tandern

## Geographie

### Gemeindegliederung
Die Gemeinde hat 28 Gemeindeteile(in Klammern ist der Siedlungstyp angegeben):
- Buxberg (Einöde)
- Ed (Weiler)
- Eichenried (Weiler)
- Ferlhof (Einöde)
- Gartelsried (Weiler)
- Gumpersdorf (Kirchdorf)
- Hilgertshausen (Pfarrdorf)
- Hollerschlag (Einöde)
- Larezhausen (Weiler)
- Mannried (Weiler)
- Michelskirchen (Weiler)
- Neßlholz (Einöde)
- Niederdorf (Weiler)
- Oberdinkelhof (Einöde)
- Oberdorf (Dorf)
- Obertsloh (Einöde)
- Pirket (Weiler)
- Pranst (Weiler)
- Reichel (Einöde)
- Stadelham (Dorf)
- Tandern (Pfarrdorf)
- Thalhof (Einöde)
- Thalmannsdorf (Dorf)
- Thonhof (Einöde)
- Unterdinkelhof (Einöde)
- Weiherhaus (Einöde)
- Weitenwinterried (Weiler)
- Winterried (Einöde)

Es gibt vier Gemarkungen:
- Hilgertshausen (mit Hilgertshausen, Gumpersdorf, Thalmannsdorf, Stadelham, Ed, Eichenried, Mannried, Michelskirchen, Pirket, Pranst, Ferlhof, Hollerschlag, Larezhausen, Neßlholz, Thalhof, Thonhof und Weiherhaus)
- Oberdorf (mit Oberdorf, Gartelsried, Niederdorf, Oberdinkelhof und Unterdinkelhof)
- Tandern (mit Tandern, Obertsloh und Reichel)
- Randelsried (mit Buxberg, Weitenwinterried und Winterried)

### Tandern
Tandern ist ein Reihendorf auf einem sanften Höhenrücken, der parallel zur Tanderer Ilm verläuft, dem kleineren der beiden Quellbäche der Ilm.

## Geschichte
Hilgertshausen und Tandern wurden 843 erstmals urkundlich erwähnt. Hilgertshausen, Sitz der gleichnamigen geschlossenen Hofmark, gehörte von 1517 bis 1813 den Grafen von Lösch. Tandern war 1640–1793 Sitz einer geschlossenen Hofmark der Freiherren von Mandl, erster Besitzer aus dieser Familie war Johann von Mandl.
Die Vorläufergemeinden Hilgertshausen und Tandern entstanden mit dem Gemeindeedikt von 1818.
Am 1. April 1971 wurde im Rahmen der Gebietsreform in Bayern die Gemeinde Oberdorf nach Tandern eingemeindet. Am 1. Januar 1976 folgte ein Teil der aufgelösten Gemeinde Randelsried. Schließlich kam am 1. Mai 1978 Hilgertshausen hinzu. Am 1. August 1980 wurde der Gemeindename amtlich in Hilgertshausen-Tandern geändert. Die ehemalige Gemeinde Tandern versuchte erfolglos, mit einer Popularklage vor dem Bayerischen Verfassungsgerichtshof die Auflösung der kommunalen „Zwangsehe“ mit Hilgertshausen zu erreichen.
Bekannt wurde Tandern als Drehort der Kinofilme Beste Zeit, Beste Gegend und Beste Chance des Regisseurs Marcus H. Rosenmüller.

### Einwohnerentwicklung
Zwischen 1988 und 2018 wuchs die Gemeinde von 2399 auf 3423 Einwohner bzw. um 42,7 %.

## Politik

### Gemeinderat
Die Gemeinderatswahlen seit 2014 ergaben folgende Sitzverteilungen:
| Partei/Liste                              | 2020 | 2014 |
| ----------------------------------------- | ---- | ---- |
| CSU                                       | 5    | 4    |
| SPD                                       | 1    | 2    |
| Wählergemeinschaft Hilgertshausen-Tandern | 6    | 7    |
| Bürgerliste Tandern                       | 4    | 3    |

### Bürgermeister
Erster Bürgermeister ist Markus Hertlein (WG Hilgertshausen-Tandern), dessen Stellvertreter ist Adi Doldi (CSU).

### Wappen
| Wappen von Hilgertshausen-Tandern | Blasonierung: „In Rot ein von Gold und Silber gespaltener Schrägfußbalken; darüber zwei abgewandte senkrechte silberne Parten mit goldenen Stiele.“ |
| Wappen von Hilgertshausen-Tandern | Wappenbegründung: Das Wappen der 1978 gebildeten Gemeinde Tandern, die seit 1980 den Namen Hilgertshausen-Tandern führt, vereint Symbole aus der Geschichte der zwei namengebenden Gemeindeteile. Die zwei abgekehrten silbernen Parten (Beile, Äxte) in rotem Feld sind aus dem seit 1971 von der früheren Gemeinde Hilgertshausen geführten Wappen übernommen und erinnern an die Familie von Lösch, die von 1517 bis 1813 als Hofmarksherrschaft eng mit dem Ort verbunden war. Der von Gold und Silber gespaltene Schrägbalken stammt aus dem Wappen der Familie Lung, die als Inhaberin der Hofmark und des späteren Schlosses Tandern von 1486 bis 1640 eine wichtige Rolle in der Geschichte des Ortes spielte. Die Parten wurden Mitte der 1980er-Jahre, als verschiedene Wappenentwürfe zur Diskussion standen und die ehemalige Gemeinde Tandern zeitgleich mit einer Popularklage vor dem Bayerischen Verfassungsgerichtshof erfolglos die Auflösung der kommunalen Zwangsehe mit Hilgertshausen betrieb, auch als Streitäxte und damit auf kuriose Weise besonders geeignete Symbole für die Verhältnisse in der Gemeinde gedeutet. Als sich die Wogen wieder geglättet hatten, nahm der Gemeinderat das Wappen 1989 schließlich einstimmig an. Dieses Wappen wird seit 1990 geführt. |

## Kultur und Sehenswürdigkeiten

### Bauwerke

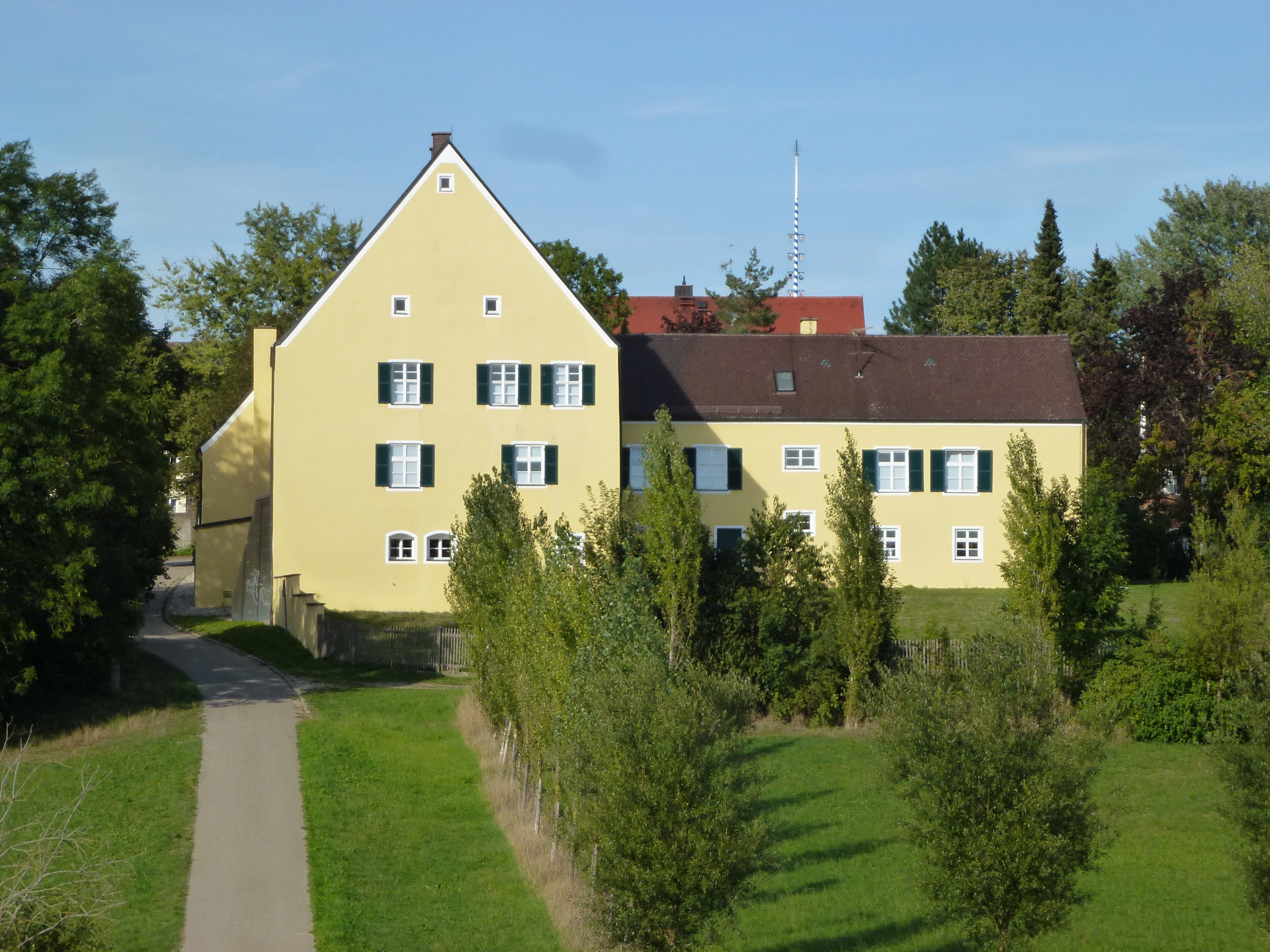
Schloss Tandern

- Schloss Tandern: das zweiflügelige frühere Hofmarkschloss ist in Privatbesitz und für Besucher nicht zugänglich.
- Pfarrkirche St. Stephan in Hilgertshausen
- Pfarrkirche St. Petrus und Paulus in Tandern
- Kirche St. Michael in Michelskirchen
- Kapelle in Stadelham
- Kirche St. Ursula in Gumpersdorf

### Bildung
- Grundschule Hilgertshausen-Tandern[12] (Schulhaus Tandern/Schulleitung; Schulhaus Hilgertshausen) im Schulverband mit der Grund- und Mittelschule Altomünster
- Volkshochschule Hilgertshausen-Tandern
- Pfarrbücherei St. Peter und Paul – Tandern
- Volksbücherei St. Stephan – Hilgertshausen

### Medien
Im Gemeindegebiet erscheint die Tageszeitung Aichacher Zeitung.